# Lijst van gotische gebouwen in Friesland
Dit is een (onvolledige) lijst van de gebouwen die in de gotische stijl zijn gebouwd in de Nederlandse provincie Friesland. 
Vaak zijn de gebouwen niet volledig in gotische stijl gebouwd, in dat geval worden enkel de gegevens van het gotische gedeelte gegeven.
| Naam                        | Functie                 | Start bouw (jaar) | Voltooid (jaar) | Stijl  | Huidige staat                 | Oorspronkelijke hoogte (m) | Huidige hoogte (m) | Lengte (m) | Breedte (m) | Stad                | Straat               | Afbeelding |
| --------------------------- | ----------------------- | ----------------- | --------------- | ------ | ----------------------------- | -------------------------- | ------------------ | ---------- | ----------- | ------------------- | -------------------- | ---------- |
| Broerekerk                  | Kerk                    | 1281              | ?               | Gotiek | Overkapte ruïne               | ?                          | ?                  | ?          | ?           | Bolsward            | Broereplein 10       |            |
| Martinikerk                 | Kerk                    | ?                 | 1466            | Gotiek | Gerestaureerd                 | ?                          | ?                  | ?          | ?           | Bolsward            | bij Groot Kerkhof 24 |            |
| Cammingha- of Sjaerdemahuis | Kasteel of buitenplaats | 1400              | 15e eeuw        | Gotiek | Verbouwd en gerestaureerd     | ?                          | ?                  | ?          | ?           | Franeker            | Voorstraat 2         |            |
| Martenastins                | Stadskasteel            | 1506              | 1506            | Gotiek | Gerestaureerd                 | ?                          | ?                  | ?          | ?           | Franeker            | Voorstraat 35        |            |
| Martinikerk                 | Kerk                    | 15e eeuw          | 15e eeuw        | Gotiek | Gerestaureerd                 | ?                          | ?                  | ?          | ?           | Franeker            | Breedeplaats 2       |            |
| Sint-Janskerk               | Kerk                    | ± 1270            | ± 1330          | Gotiek | Gerestaureerd                 | ?                          | ?                  | ?          | ?           | Hoorn, Terschelling | Dorpsstraat 27       |            |
| Grote of Jacobijnerkerk     | Kerk                    | 1275 15e eeuw     | 1310 15e eeuw   | Gotiek | Gerestaureerd                 | ?                          | ?                  | ?          | ?           | Leeuwarden          | Jacobijnerkerkhof 95 |            |
| Oldehove                    | Kerktoren               | 1529              | 1532            | Gotiek | Gerestaureerd Nooit afgebouwd | ?                          | ?                  | ?          | ?           | Leeuwarden          | Oldehoofsterkerkhof  |            |